# 堀内一市
堀内 一市（ほりうち かずいち、1926年〈大正15年〉1月2日 - ）は日本の俳優。

## 出演

### テレビドラマ
- 銀河ドラマ 面影]（1970年、NHK）
- 水戸黄門（TBS / C.A.L）
  - 第5部
    - 第9話「黒い奉書紙 -福井-」（1974年5月27日） - 商人 佐兵衛
    - 第18話「身がわり花嫁 -宇和島-」（1974年8月5日） - 碇屋番頭 利助

  - 第6部 第18話「紙を喰う虫 -高知-」（1975年7月28日） - 寄合衆
  - 第7部
    - 第1話「水戸から消えた黄門さま -水戸・白河-」（1976年5月25日） - 喜助
    - 第9話「群狼の罠　-松前-」（1976年7月19日）- 飯屋の親爺
    - 第25話「母恋し、父（ちゃん）悲し　-高田-」（1976年11月8日）- 高砂屋の番頭

  - 第8部
    - 第21話「黄門さまも人の親 -高松-」（1977年12月5日） - 村役
    - 第26話「うぐいす春風剣 -中津-」（1978年1月9日） - 老藩士

  - 第9部 第24話「弟思いの一番勝負 -川越-」（1979年1月15日） - 禰宜
  - 第10部
    - 第10話「婿入り八丁味噌 -岡崎-」（1979年10月15日） - 茶店の亭主
    - 第12話「身ぐるみ剥がれた御老公 -津-」（1979年10月29日） - 順庵

  - 第11部
    - 第2話「夏祭り 姫君暗殺計画 - 二本松‐」（1980年8月25日） - 宿場の主人
    - 第15話「天狗の鼻にお灸 ‐会津-」（1980年11月24日） - 治平

  - 第12部
    - 第3話「黄門様の盗っ人仁義 -府中-」（1981年9月14日） - 飯屋の亭主
    - 第10話「殴られた黄門様 -伏見-」（1981年11月2日） - 茶店の亭主

  - 第13部
    - 第4話「欲望渦巻く金山地獄- 三島-」（1982年11月8日） - 茶店の親爺
    - 第24話「とどけ馬子唄 瞼の母に -熊本-」(1983年3月28日） - 伊兵衛

  - 第14部 第6話「恩讐越えたこけし人形 -鳴子-」（1983年12月5日） - 土産物屋の主人
  - 第15部 第29話「宿場救った孤独の十手 -中津川-」（1985年8月12日）- 飯屋の親爺
  - 第17部 第19話「悪を懲らした石見神楽 -浜田-」（1988年1月4日）- 幸衛門
- 必殺シリーズ（ABC / 松竹） 
  - 必殺仕置人 第8話「力をかわす露の草」（1973年6月9日）-おみつの父親 ※ノンクレジット
  - 必殺必中仕事屋稼業 第13話「度胸で勝負」（1975年3月29日）-六部の老人
  - 必殺仕事人 第48話「表技魔の鬼面割り」（1980年） - 土井主膳
  - 必殺仕舞人 第10話 「身を投げ生きる安里屋ユンタ -琉球-」（1981年） - 島長
  - 必殺仕事人Ⅲ第12話「つけ文をされたのは主水」（1983年）‐紀伊國屋
  - 必殺仕事人IV 第34話「せん 遂に再婚を決意する」（1984年7月13日）
- 横溝正史シリーズ 犬神家の一族（MBS / 大映 / 映像京都・1977年） - 犬神幸吉
- 大岡越前 （TBS / C.A.L）
  - 第5部 
    - 第3話「欲しかった思い遣り」（1978年2月20日）- 質屋の番頭
    - 第13話「消えた千両富くじ」（1978年5月1日）- 医者

  - 第7部 第1話「大岡越前」（1983年4月18日）- 亭主
- 遠山の金さん 第2シリーズ（ANB / 東映）
  - 第13話「悪夢を覚ませ！女親分」（1979年）- 山形屋利左ヱ門
  - 第29話「若君誘拐」（1979年）- 住職
- 長七郎天下ご免!「なみだが笑った嫁御寮」（1980年、ANB）- 戸田忠敬
- 時代劇スペシャル（CX）
  - 「着ながし奉行」 （1981年5月1日）
  - 「清水次郎長 勢揃い清水港」（1981年10月2日）
  - 「怪談牡丹灯篭」（1982年8月13日）
  - 「丹下左膳 剣風!百万両の壺」（1982年10月22日）
  - 「お庭番秘聞 暗殺者」（1983年6月24日）
  - 「花笛伝奇」（1983年7月1日）
- 壬生の恋歌 第23話「旅立ち」（1983年、NHK）- 永井尚志
- 長七郎江戸日記 第1シリーズ（日本テレビ）
  - 第63話「ふたり玉三郎」（1985年5月21日）- 茶店の親爺
  - 第104話「目明し気取り」（1986年7月22日）- 左平次
- いちばん太鼓（1985年）- 梅中軒雲龍
- 三匹が斬る! 第8話「父恋の、凧空に舞い草枕」（1988年12月10日）- 大黒屋
- 花真珠（1990年）